# Международная ассоциация классификационных обществ
Международная ассоциация классификационных обществ, MAKO (англ. International Association of Classification Societies, IACS) - международное объединение классификационных обществ, ставящее своей целью выработку стандартов и правил в отношении обеспечения безопасности морских перевозок.
Штаб-квартира Ассоциации находится в Лондоне, Англия.
Ассоциация была создана в 1968 году. Изначально в неё входило шесть обществ. Российский Морской Регистр Судоходства (исключен 12.03.2022) стал ее членом в 1969 году. 
На сегодня в мире известно более 50 организаций, которые предоставляют судовладельцам услуги по классификации судов.
Ассоциация объединяет 11 наиболее крупных классификационных обществ в целях развития сотрудничества между ними в области технического надзора за судами для обеспечения безопасности мореплавания. Деятельность МАКО направлена на унификацию национальных правил классификации, обмера, постройки, эксплуатации и ремонта морских судов, используемых в судостроении материалов, снабжения морских судов техническими средствами (спасательными, противопожарными и т. п.).
Ассоциация является главным советником Международной морской организации (ИМО) по техническим вопросам.
Более 90% тоннажа мирового торгового флота находится в классе обществ-членов МАКО.

## Члены ассоциации
Как уже отмечалось, по состоянию на апрель 2017 года членами ассоциации являются 11 обществ:
| США               | Американское бюро Cудоходства         | ABS    | American Bureau of Shipping              |
| Франция           | Бюро Веритас                          | BV     | Bureau Veritas                           |
| Китай             | Китайское Классификационное Общество  | CCS    | China Classification Society             |
| Хорватия          | Хорватский Регистр Cудоходства        | CRS    | Croatian Register of Shipping            |
| Норвегия Германия | Норвежский Веритас и Германский Ллойд | DNV GL | Det Norske Veritas and Germanisher Lloyd |
| Индия             | Индийский Регистр Cудоходства         | IRS    | Indian Register of Shipping              |
| Республика Корея  | Корейский Регистр Cудоходства         | KR     | Korean Register of Shipping              |
| Великобритания    | Регистр Судоходства Ллойда            | LR     | Lloyd's Register                         |
| Япония            | Ниппон Кайдзи Кёкай                   | NK     | Nippon Kaiji Kyokay                      |
| Польша            | Польский Регистр Cудоходства          | PRS    | Polish Register of Shipping              |
| Италия            | Итальянский Морской Регистр           | RINA   | Registro Italiano Navale                 |

## Структура и руководящие документы
МАКО имеет ряд управляющих и рабочих органов, в работе которых должны участвовать представители каждого общества-члена Ассоциации. Председательство в них длится год и передается в соответствии с принципом ротации.
Прежде всего, руководящим документом является Устав МАКО, который среди прочего регулирует вопросы членства в этой Ассоциации. Еще один документ, он называется "Процедуры МАКО", определяет функции и методику работы Ассоциации и ее органов, а также порядок проведения сертификации ее членов на соответствие положениям другого документа, так называемой "Программы сертификации систем качества" (ПССК) МАКО.
Высшим управляющим органом Ассоциации является Совет МАКО. Он определяет стратегию ее развития. Например, от Российского морского регистра судоходства по статусу его членом является генеральный директор этой организации.
Группа общей политики управляет техническими рабочими органами МАКО (панели, экспертные и рабочие группы), а также координирует работу Ассоциации в ИМО, МОТ и других международных организациях.
В компетенцию Комитета по качеству МАКО находятся вопросы, связанные с разработкой ПССК и поддержанием соответствия систем качества обществ-членов Ассоциации требованиям этого документа.
Обеспечением непосредственной деятельности Ассоциации занимается Секретариат МАКО. Его возглавляет генеральный секретарь, имеющий также представительские функции.

## Рабочие органы МАКО
Прежде всего это панели. Они состоят из представителей всех обществ-членов Ассоциации. По состоянию на апрель 2017 года по различным направлениям действовало шесть панелей МАКО. Это: "Безопасность", "Механизмы", "Корпус", "Освидетельствования", "Окружающая среда" и "Киберсистемы". В каждой панели имеется председатель. Он избирается Советом МАКО сроком на три года. Вместе с ним председательствующее общество-член Ассоциации представляют вице-председатель и технический секретарь.
Проектные команды создаются в Ассоциации временно, для решения узкоспециализированных задач. Например, по состоянию на апрель 2017 года сотрудники Российского морского регистра судоходства принимали участие в работе проектных команд: "Совершенствование УТ (унифицированного требования) МАКО I3", "Совершенствование УТ M51", "Разработка требований по освидетельствованию кабельных проходов", "Сравнение требований МАКО серии Z и Кодекса ESP", "Разработка руководств и рекомендаций по оценке эксплуатационных характеристик судна при плавании во льдах", "Разработка требований в отношении инновационных методов освидетельствований судов", "Требования по покрытиям грузовых танков навалочных судов".
Экспертные и малые группы создаются для обсуждения отдельных вопросов, не вошедших в компетенцию панелей. Сюда могут входить вопросы по материалам, целевым стандартам, МКУБ / ОСПС / МОТ, защитным покрытиям, безопасности инспекторов, политике в области качества и пр. В частности, по состоянию на апрель 2017 года специалисты Российского морского регистра судоходства председательствовали в двух экспертных группах: по юридическим вопросам и по обмену данными, а также при этом участвовали в работе следующих экспертных групп: по Полярному кодексу, по целевым стандартам, по морским системам менеджмента, по формализованной оценке безопасности, по взаимоотношениям с ЕС и по материалам и сварке.

## ПССК
ПССК, Программа сертификации систем качества, стандарт качества для классификационных обществ, в МАКО впервые была разработана в 1991 году, после чего начала внедряться в деятельность каждого из обществ-членов Ассоциации. Согласно действующему Уставу МАКО соответствие положениям ПССК является одним из условий членства классификационного общества в Ассоциации.
Поэтому соответствие классификационных обществ-членов МАКО требованиям ПССК на ежегодной основе проверяется аудиторами независимых сертификационных органов. Так например, система качества Российского морского регистра судоходства ежегодно проверяется аудиторами QACE.
Поскольку требования ПССК признаются большинством администраций флага, по уполномочию которых общества-члены Ассоциации проводят освидетельствования судов от их имени, данные проверки зачастую проходят под наблюдением как представителей администрации, так и представителей самой Ассоциации.
По состоянию на апрель 2017 года было разработано и утверждено уже 10-е издание ПССК, которое учитывало все положения действующего на тот момент стандарта качества ИСО 9001 применительно к деятельности классификационных обществ.

## Стратегия и цели
Ассоциация уделяет большое внимание вопросам стратегического планирования. Здесь разработан и постоянно актуализируется документ, включающий в себя задачи, стратегию и план действий. В частности, определены четыре основных принципа работы МАКО. Это:
- лидерство в части предоставления технической экспертизы, а также разработки требований;
- собственно техническая экспертиза (в основе разрабатываемых требований знания и экспертиза);
- качество (требования по качеству, качественные услуги и пр.);
- прозрачность (открытость и готовность сотрудничества с индустрией, прежде всего, морской).

Для каждого направления определяется круг задач, которые ложатся в основу плана действий рабочих органов в кратко-, средне- и долгосрочной перспективе.

## Взаимодействие с Международной морской организацией
Ассоциация является неправительственной организацией, аккредитованной в ИМО с 1969 года. Здесь она стремится выполнять роль технического советника. Имеется постоянный представитель МАКО, который работает в ИМО. Специалисты Ассоциации разрабатывают унифицированные интерпретации международных инструментов, которые затем представляются в ИМО на утверждение. Утвержденные в ИМО интерпретации применяются затем обществами-членами МАКО при выполнении работ по поручениям администраций флага, особенно в тех случаях, когда такие администрации не имеют собственных указаний по конкретным вопросам применения положений принятых на международном уровне конвенций, кодексов или руководств.
Кроме того, в МАКО также разрабатываются и согласовываются так называемые позиции по техническим вопросам, которые рассматриваются в рабочих органах ИМО. МАКО поддерживает постоянные контакты с Секретариатом ИМО.

## Взаимоотношения с ЕС
Ввиду важности учета в деятельности классификационных обществ морского законодательства объединенной Европы, а также принимая во внимание роль и вес Европейского союза (ЕС) в деятельности ИМО, Ассоциация традиционно уделяет большое внимание взаимоотношениям с европейскими институтами, и в первую очередь с Еврокомиссией. Уже многие годы в штате располагающегося в Лондоне Секретариата МАКО имеется представитель в ЕС, работающий в Брюсселе. Кроме того, в МАКО функционирует экспертная группа по делам ЕС.
Цель данного направления в деятельности МАКО - анализ применимого законодательства Евросоюза, а также возможных его новых законодательных инициатив с позиций организации работы и учета интересов классификационных обществ. С этой же целью проводятся регулярные встречи председателя Совета МАКО с руководством так называемого DG MOVE (Directorate-General for Mobility and Transport - Генеральный директорат по движению и транспорту). Кроме того, раз в два года, в рамках Европейской морской недели организуются совместные семинары по техническим вопросам. Так, в марте 2017 года прошел очередной семинар, посвященный цифровым технологиям и кибербезопасности на морском транспорте.

## Целевые стандарты
В мае 2010 года, на 87-й сессии Комитета по безопасности на море (КБМ) ИМО в виде поправок к главе II-1 Международной конвенции по охране человеческой жизни на море (Конвенции СОЛАС), с поправками, были приняты так называемые международные целевые стандарты.
Данные стандарты должны применяться с 1 июля 2016 года ко всем нефтеналивным судам длиной 150 м и более, контракт на постройку которых был заключен, начиная с этой даты. Целевые стандарты содержат набор функциональных требований для таких судов и охватывают весь их жизненный цикл, от начала проектирования нефтеналивного судна до его утилизации.
Одним из важных этапов осуществления целевых стандартов ИМО на практике является проверка соответствия правил классификационных обществ функциональным требованиям, заложенным в идеологии целевых стандартов.
В конце 2013 года все общества-члены МАКО подготовили и представили в Секретариат ИМО комплект материалов с набором необходимых нормативных документов, их самооценки соответствия целевым стандартам, а также заявкой на аудит своих правил. Отдельно Ассоциация направила также комплект Общих правил МАКО по конструкции и прочности нефтеналивных и навалочных судов.
Аудит правил происходил с мая по ноябрь 2014 года, а в июне 2015 года все общества-члены МАКО получили отчеты о результатах работы аудиторской команды. Список всех классификационных обществ, чьи правила успешно прошли проверку на соответствие целевым стандартам (включая правила Российского морского регистра судоходства), был опубликован в Циркуляре ИМО MSC.I/Circ.1518.
В настоящее время МАКО разработала схему проведения подтверждающих аудитов. Предполагается, что такие аудиты будут проводиться на регулярной основе раз в два года. Данная схема должна быть рассмотрена на 98-й сессии Комитета по безопасности на море ИМО, которая должна состояться в июне 2017 года.